# Pedra
Pedra este un oraș în Pernambuco (PE), Brazilia.